# Guzmania bicolor
Guzmania bicolor är en gräsväxtart som beskrevs av Lyman Bradford Smith. Guzmania bicolor ingår i släktet Guzmania och familjen Bromeliaceae. Inga underarter finns listade i Catalogue of Life.